# 欣田 (選區)
欣田（英語：Yan Tin，代號L28）是香港屯門區議會下轄的選區，2019年設立，2023年取消，末任區議員為民建聯以及新界社團聯會成員、青年民建联副秘書長、公屋聯會執委賴嘉汶。

## 範圍
選區位於屯門北部，包括欣田邨、紫田村、新慶村及茵翠豪庭，得名自區內的欣田邨；與其相鄰的選區有兆康、寶田以及屯門鄉郊，投票站設於東華三院邱子田紀念中學。

## 沿革
2018年選舉管理委員會因應欣田邨落成使原有寶田選區預計人口均會超出法例許可的上限，故此需要增加新選區以吸納超出的人口。當中以欣田邨、紫田村、新慶村及茵翠豪庭一帶劃出新選區，使兩個選區人口調整到法例許可幅度之內。由於新增席位未有吸納麒麟圍，居民指有關劃界忽略麒麟圍居民的需要。諮詢時接獲正反意見，但基於未能有其他可行方案，結果維持原有計劃，劃出本選區。
2019年區議會選舉，本區吸引到三人參選，當中出現建制派撞區，分別由寶田區議員所屬的實政圓桌派出黃梓雋，而民建聯依仗欣田邨使用兆康選區設施而派出賴嘉汶參選，泛民主派則由民主黨盧偉明代表，結果民建聯成員賴嘉汶以四成七票打敗盧偉明和黃梓雋當選，令賴嘉汶成為建制派在屯門區議會的三位區議員之一，亦是民建聯在屯門區議會和新界西北唯一一位區議員。

## 歷屆議員
| 屆別           | 議員   | 政治聯繫 | 政治聯繫                    |
| -------------- | ------ | -------- | --------------------------- |
| 2020年－2023年 | 賴嘉汶 |          | 民建聯／新 新社聯／公屋聯會 |

## 歷屆選舉結果
| 政党   | 政党                       | 候选人    | 票数  | %     | ±      |
| ------ | -------------------------- | --------- | ----- | ----- | ------ |
|        | 實政圓桌                   | ①. 黃梓雋 | 611   | 13.06 | 新選區 |
|        | 民建聯/新 新社聯／公屋聯會 | ②. 賴嘉汶 | 2,203 | 47.08 | 新選區 |
|        | 民主黨                     | ③. 盧偉明 | 1,865 | 39.86 | 新選區 |
| 多数票 | 多数票                     | 多数票    | 338   | 7.22  | 新選區 |